# 血腥+馬利
《血腥+馬利》（日语：ブラッディ+メアリー）是サマミヤアカザ的日本少女漫畫作品，刊載於角川書店旗下漫畫雜誌《月刊Asuka》。台灣中文版由台灣角川代理。

## 劇情簡介
渴望死亡卻無法死去的吸血鬼馬利（Mary），為了殺死自己，在數百年以來一直尋找著擁有特殊血液「馬利亞之血」的驅魔師馬利亞。可是馬利弄錯了人，遇上由於繼承了「馬利亞之血」而每天受吸血鬼襲擊，卻連驅魔之力都沒有的普通神父一郎‧馬利亞。經過馬利的懇求後，一郎決定答應殺死馬利，條件是在一郎找回驅魔之力前，馬利需為他除去其他吸血鬼的威脅。假如一郎死了就沒有人能殺死自己，馬利如此想著，並確信一郎找到驅魔之力的那天就會殺死他。
渴求死亡的吸血鬼馬利，尋求生存的神父一郎，兩人相遇前已有錯綜複雜的關係，過去的各種陰謀及秘密，亦隨著故事推進而變得明朗化。

## 登場人物

### 主要角色
血腥・馬利（Bloody Mary，聲：梶裕貴）
出生於英國・倫敦。生日不明。年齡推測400歲（外觀16歲）。血型不明。165公分。
吸血鬼中的特例，有著紅色頭髮和紅色眼睛(一般吸血鬼的髮色都是黑或白)。眼睛下面眼袋很嚴重。
自殺志願者，自殺次數數不清了。
不老不死(死不了)，就算用木樁刺穿心臟或是跳樓也死不了。
一直尋找著唯一可以殺死自己的名叫「馬利亞」的神父，還以為終於找到的時候卻發現找錯了馬利亞的殘念孩子。即便如此仍然相信一郎能讓自己從這種茫然不知所措的痛苦之中解放出來，而自己能做的只有依靠一郎，請求對方不要拋棄他。
喜歡帶有貓耳的風衣。替換的衛衣是長谷川為他買來的兔耳。
似乎原本一直守護著不吸血的誓言，但在被一郎硬是餵了血後化為烏有。害怕吸血，原因想不起來，但覺得很恐怖。
擁有驚人的彈跳力，可以輕鬆地蹬上路燈。
喜歡的食物是番茄汁和番茄口味的東西，因為看起來像血。不挑食，覺得血以外的東西吃起來都一樣。
跟普通吸血鬼有很多相異之處，例如不怕大蒜、陽光和神聖氣息，被銀製子彈射穿也沒事，也能夠自由出入限制吸血鬼進入的結界。
憑著味道就可以追蹤他人的行蹤。例:就算隔的很遠也能夠知道一郎的位置、在英國教會靠氣味找到紅髮吸血鬼。
很多不記得的事情，連自己的名字也忘了。Bloody是來自於其他吸血鬼對他的稱呼，一郎及他身邊的人則根據西方恐怖傳說「血腥瑪麗」而稱其Mary。發燒時在睡夢中曾經對一郎講出自己原先的名字，可是一郎沒聽清楚。
看得懂古老的文字，不過討厭看書。
完全不怕疼痛，最喜歡疼痛了。
可以輕易的扯斷吸血鬼專用手銬和項圈。
本以為身體裡有另一個人格"Mary"，但其實是不同的兩個吸血鬼，兩人為雙胞胎兄弟。"Mary"偶然會出現，Mary自己卻不知道。"Mary"為何在Mary身體裡中仍然不明。
把"Mary"忘記了，但偶爾在睡夢中會想起。
一旦想起過去便感到痛苦及害怕，會立刻將記憶封印並昏過去，醒來就不再記得。
跟著一郎和忍一起去了英國。在英國行動時，忍給他帶上了兒童電話。
曾經是人類(自己忘了)，紅髮就是證明(人類變成吸血鬼就會產生紅髮)。
見到同樣紅髮的吸血鬼諾亞時，下意識地喊出了「"Mary"!」，並差點殺了正在虐待吸血鬼的賽西爾，被一郎阻止了。
到了英國後開始頻繁地回憶起過去的事，終於想起了還是人類的時候，跟"Mary"之間的記憶。
由於認為"Mary"忘記了和他「不會丟下你一個人的」的約定，發現自己被一郎獨自留在英國後，深怕一郎也忘記不會把他丟下的約定，所以追了上去。
討厭「回去」這個詞，因為"Mary"對他說過「不要擔心，我會回來的」卻丟下他一個人。
對闖入櫻庭家的3個吸血鬼的味道有印象，後被一郎派去找回伊紮克。順著氣味找到所在地後，卻被阿蒂拉襲擊，因為攝取的血液不夠而變得很弱，被虐了個一塌糊塗後逃走。同時自己跟這3個吸血鬼共事過的記憶復甦，被Bloody.艾命令了一起找出「消失的馬利亞家的血統」，就是由此得知馬利亞的除魔之力可以殺死他的。。
表面上雖說是因為生存了太長時間而萌生死念，但尋死的真正原由本人並不想回憶起。記憶被沖擊而回到過去時曾說出「"Mary"他被我殺死了，所以我必須要去"Mary"身邊才行!」(恢復正常後又忘了)。而"Mary"出現時也說過，Mary想死的理由跟伊紮克是一樣的(伊紮克想回到死去的結身邊)。
雙胞胎中的弟弟。自幼體弱多病，Mary聽到神父和醫生的對話，因此使Mary更堅定地想將他倆變成吸血鬼。
馬利・霍華德（Mary Howard，聲：梶裕貴）
Bloody Mary的人類時期，400年前的事，棕色頭髮和棕色眼睛，住在英國。
孤兒，在懂事前父母就去世了，在受到教會保護前兩兄弟是靠著自己生存下來的。
身體很弱總是在生病，所以"Mary"要他代替自己被Howard家收養，在有錢的Howard家把虛弱的身體治好，因此繼承雙胞胎兄弟的名字成為Howard家的養子。在那之前的名字不清楚。
和"Mary"一起去森林試膽時遇見過伊紮克。在森林裡和"Mary"走散，"Mary"回來後覺得對方變得像吸血鬼一樣。
幾年之後被"Mary"告知已完成成為吸血鬼的準備，便離開了他。
在英國的博物館館主阿列克斯.霍華德的介紹上，寫著養子Mary Howard行蹤不明。
一郎‧羅卓利奧‧迪‧馬利亞（Ichirou Rosario di Maria，聲：立花慎之介）
出生於神奈川縣橫濱市。生日9月8日。17歲。AB型。179公分。
就讀橫濱的神學院的高中二年生，同時也是神父。繼承了驅魔師馬利亞之血，每天被吸血鬼攻擊，陷入了貧血的困境。
喜歡的食物是肝臟，因為有貧血傾向。討厭的食物是甜食，因為感覺不會變成血肉。
由於櫻庭家刻意隱瞞導致對自身的除魔之力毫不知情，目前還沒有殺死吸血鬼的力量，遇到吸血鬼只能以變大的十字架虛張聲勢嚇跑吸血鬼，不然就是充分運用長腿逃跑。
基本上表面一直露出微笑、表現很好，但有著為了保護自己，無論是誰都會利用的冷酷面。
家族遺傳的血能夠驅逐吸血鬼，但同時也能夠賜予吸血鬼最強的力量。
用「作為會殺死Mary的代價，在這個世界上的吸血鬼全部被清除之前要保護我活下去喔!」這個充滿矛盾的交換條件作為誘餌，硬是給Mary喝了自己的血，讓他成為了自己的保鑣。
除魔之力被祖父伊紮克封印，只能由伊紮克解開。
在櫻庭家的地下室被櫻庭玄道偷襲刺穿身體，但傷口復元得異常快速。之後被書頁劃破手指也能立即復原。由此推測可能也是不死之身，但並不打算去自殺證實一下。
從Mary在學校圖書室找到的父親手寫日記，和在櫻庭家偶然發現的照片，以及舅舅忍的話得知父親是人體試驗材料。
小時候貪玩取走了父親的十字架，導致父親被吸血鬼殺死，後悔不已，一直讓禮拜堂保持著父親被殺時的樣子，為了讓自己不要忘記自身的罪過，誓要殺掉所有吸血鬼以報弒父之仇。
得之父母生前的故事後覺得母親也是因為自己才被殺死的，認為如果自己沒有被生下來就好了，但因為Mary的一句「因為我覺得一開始遇見的人是你真是太好了」而得到救贖。
帶著Mary跟舅舅一起去了趟英國。
與"Mary"訂下交易，只要把Mary的記憶找回來、把"Mary"找出來，就可以知曉結生最後的遺言。
以為"Mary"是Mary的另一人格，在知道殺害父親的是"Mary"後，一開始打算盡其所能地利用Mary，直到"Mary"在一次出現在自己面前，並向他父親懺悔為止。之後得知Mary和"Mary"是不同人以後，為了達成和"Mary"尋找Mary記憶的交易，流著淚對Mary承諾「你的痛苦、恐懼我會全部接受，最後一定會殺死你的」，請求對方讓他利用。
在莉莉和她爺爺的建議下，考慮後決定把Mary留在英國，自己跟忍先回日本取回驅魔之力。
回到日本後，發現櫻庭家被吸血鬼襲擊了，緊接著就被Mary追上了。
Mary記憶被沖擊而回到過去時記得所有"Mary"的事，卻不記得他了，為此受到打擊發了很久的呆。後來Mary跳樓撞到腦袋後平安無事恢復正常，才鬆了一口氣(被忍道破)，不過本人不承認。
猶豫著要不要向Mary說出"Mary"是他自己殺害的事情，之後覺得自己應該把真相告訴他。
跟拓美說要趁活著的時候把想說的說出來，否則到連原諒都做不到時就已經太遲了。
在29話中夢見Mary的求救及無法違抗命運準備將其殺死而驚醒，醒來發現Mary嘴角旁的血跡詢問吸了誰的血。此時忍衝了進來要Mary離他遠點（忍在走廊上被"Mary"吸血），向忍說明Mary只會吸他的血，吸了忍的是Mary的雙胞胎兄弟。告訴因為聽到有關"Mary"的事而激動的Mary，「"Mary"就在你的身體裡」，以及Mary殺了"Mary"的事。
"馬利"（"Mary"，聲：梶裕貴）
Mary的雙胞胎兄弟，很保護Mary。
現存在於Mary的身體裡。
故事中首次出現于櫻庭家的地下室。
得知只要殺了伊紮克，一郎的除魔之力就無法使用。準備付諸行動時，卻因為一郎被櫻庭玄道偷襲讓Mary感覺到了什麼而回來了導致失敗。
據海德拉說，不會去做沒意義的事，所做的任何事情都是有意義的。
結生死前最後時刻身邊唯一的人，向一郎坦承殺了他的父親。殺了結生的真的是他?
第2次短暫地出現于結生死去的禮拜堂。
第3次出現在Mary昏睡過去時，替一郎打倒伏擊他的吸血鬼，並狠狠地吸了一郎的血。
第4次出現時告訴一郎自己不是Mary的另一人格，而是另一個吸血鬼。並與一郎訂下交易，要求一郎去把Mary的記憶找回來、把"Mary"找出來，就告訴一郎結生最後的遺言。
第5次出現時Mary已經快把記憶找齊了，說出「再差一點點，我就會變成你了」的謎樣話語。
400年前跟Mary一樣是人類，住在英國。
孤兒，在懂事前父母就去世了，在受到教會保護前兩兄弟是靠著自己生存下來的。
以被Howard家收養為契機，把名字讓給了雙胞胎兄弟Mary，要他代替自己被Howard家收養以治好虛弱的身體。
和Mary一起去森林試膽時遇見過伊紮克。雖是人類卻能夠嗅出美味的鮮血味，對伊紮克說他的血是「被詛咒的血」。Mary在森林裡和他走散，從森林回去後就變得不再在白天去戶外活動，且到了夜裡開始吸動物的血。
幾年之後告訴Mary他好不容易完成了成為吸血鬼的準備，便離開了Mary。

### 人類

#### 馬利亞家
伊紮克‧羅卓利奧‧迪‧馬利亞（Isaac Rosario di Maria，聲：置鮎龍太郎）
出生於英國・倫敦。AB型。182公分。一郎的祖父，不死之身，希望能死去並回到結的身邊。
一直在不停地尋找著殺了自己的兒子的紅髮吸血鬼，希望對方用同樣的方式殺死他。
命令拓美將Mary帶到櫻庭家的地下室，並強迫Mary殺了自己，對他施行酷刑。強迫他喝血時，"Mary"出現了。
被"Mary"弄得很慘，目前冬眠中。
在冬眠中被襲擊櫻庭家的吸血鬼3人組帶走。
結生‧羅卓利奧‧迪‧馬利亞（Yuusei Rosario di Maria）
生日只有伊紮克才知道。 AB型。182公分。出生於櫻庭宅邸。
一郎的父親，不死之身，每次被施行人體試驗時都露出空洞的微笑。
為了自己殺死吸血鬼而不斷地用自殘的方式向神明懺悔。認為自己的存在本身就是罪孽，因為自己是被不死之身的父親用來尋找死去的方法而創造出來的人偶。
一次偶然把結城忍從吸血鬼手上救出，長時間沒接觸普通人類的他，從忍及他的姐姐汐音那感受到溫暖，成為了好朋友。並跟汐音相愛，後來因父親阻撓而被迫分開。
喜歡看棒球，很崇拜一個名為一郎的棒球選手。
被吸血鬼殺害(紅髮吸血鬼能夠匙殺死是不死之身的馬利亞家族的人)(是Mary?)。

#### 櫻庭家
櫻庭拓美（聲：興津和幸）
出生於神奈川縣橫濱市。生日7月20日（登陸月球之日）。18歲。A型。181公分。
一郎就讀的神學院的學生會長，高中三年生，右眼下方有淚痣。
身為權力者櫻庭家的後裔而管理著學校圖書館的吸血鬼研究資料。
比起咖啡更喜歡紅茶。
跟一郎關係如同兄弟，很照顧一郎。但有時礙於自己的身份，不方便幫助一郎。
在家中地下室見到伊紮克後就經常不自覺地做出不符合自己意志的事(被命令將Mary帶去見伊紮克)，害怕再這樣下去，意志被剝奪的自己會背叛一郎，因而離開櫻庭家並在一郎家暫住。
在一郎他們去英國以後回到了櫻庭家，按照自己的想法尋求答案。
長谷川向他坦承自己最終還是會背叛他的，要他快逃走。逃走時正好碰上吸血鬼3人組襲擊櫻庭家，被攻擊後失去意識。
被自己的祖父捨棄不顧，後被前來的一郎一行人救起。
長谷川從他記事起就一直陪伴著他，非常信賴長谷川，因此對對方的背叛感到十分不可原諒，但仍舊祈禱他能平安無事。
櫻庭玄道（聲：金尾哲夫）
拓美的祖父，但對這個跟自己有血緣關係的孫子卻不抱有任何感情。
對伊紮克非常忠心，希望可以實現伊紮克想要死的願望。
總是利用他人，認為這是必要的犧牲。對於沒用的旗子立刻捨棄，就算是自己的孫子也不例外。
櫻庭結
伊紮克愛上的女子，年輕就因病去世，令伊紮克生不如死。
長谷川
櫻庭家的執事，拓美離家出走時在一郎家幫忙做家務，同時把他們的行踪報告給玄道。
17年前奉命殺了汐音，並將一郎帶回日本交給櫻庭家。
不想背叛拓美，但無法逃離櫻庭家的咒縛，被下令一旦發現拓美背叛櫻庭家就殺死他，但打算偷偷讓拓美逃走。
放拓美逃走時剛好碰上吸血鬼三人組襲擊櫻庭家，犧牲自己保護拓美。
被玄道派人救起，清醒後去找一郎表示想要借助Mary的力量幫助櫻庭家奪回伊紮克，但被一郎以「不准利用Mary」拒絕。

#### 結城家
結城忍
5月14日生日，金牛座。O型。198公分。34歲。出生於神奈川縣鐮倉市。
一郎的舅舅，有菸癮。相當敬愛自己的姐姐。
將近二十年前被結生從吸血鬼手上救回，自那之後兩人情同兄弟。
因櫻庭家而和姐姐逃到英國，在姐姐汐音被櫻庭家殺害以決定要變強到足以對抗吸血鬼和櫻庭家，開始學習對付吸血鬼的體術。
為了守護結生而回到日本，打算幫助結生，得知他已去世後改為協助一郎。
對拓美說若是背叛了一郎就會殺了他。
建議一郎到英國去找他師父詢問有關除魔之力和Mary的事。
非常勤快地照顧著一郎和Mary。
因為自己一直在後悔，如果當初不知道或沒有干涉結生的事就好了，明白一旦尋求了變化，就代表不能在像以前一樣。所以問一郎嘗試讓Mary想起過去的事，不後悔嗎?
29話在走廊上遇到Mary過去打招呼，卻被"Mary"揪住吸血，之後衝進一郎的房間要Mary遠離一郎。在其解釋吸血的是Mary的雙胞胎兄弟而得知"Mary"在Mary的身體裡，以及Mary殺了"Mary"一事。
結城汐音
一郎的母親，忍的姐姐。
認為每一個人都應有幸福生活的權利，對結生每天贖罪感到非常心痛。
由於櫻庭家而必須跟結生分開，和弟弟一起逃到英國。
因為結生很崇拜名為一郎的棒球選手，故將孩子取名為一郎。
在一郎出生後不久就被櫻庭家的執事長谷川殺害。

#### 麥克蘭恩家
麥克蘭恩（MacLane）
忍的師父，英國的吸血鬼研究者，喜歡日本土產。
一郎一行人到了英國時人在亞瑪遜，回到英國後和孫女一起很期待的研究Mary。
莉莉‧麥克蘭恩（Lilly MacLane）
6月25日生日，巨蟹座。167公分。27歲。出生於英國倫敦。生日花：百合。
麥克蘭恩的孫女，英國的吸血鬼研究者，教給忍對付吸血鬼的體術。
協助一郎調查除魔之力和Mary的事情。

#### 其他角色
塞西爾（Cecil）
英國神父，對一郎一行人隱瞞教會藏有紅髮吸血鬼的事，不過被Mary嗅出有活著的吸血鬼氣息。
告知一郎一行人只有馬利亞家的人才可以使用除魔之力，其他驅魔師則否。
對吸血鬼諾亞抱有扭曲的愛，對方不願意接受他就對她施行酷刑。

### 吸血鬼
海德拉‧史卡雷特（Hydra Scarlet，聲：加隈亞衣）
156公分。外表像是16歲的少女，但毫無疑問比Mary年長。出生於英國倫敦。
是力量強大的吸血鬼。
近二十年左右喜歡的流行元素是哥特和Lolita。
熱紅茶喜歡尼泊爾紅茶，冷紅茶喜歡尼爾吉利茶，奶茶喜歡汀布拉茶。
跟Mary是舊識，但對方卻沒有印象。非常憎恨Mary，對他有殺意。
主動找上一郎，表示要幫助對方得到除魔之力，原因是可以替她殺死Mary。
跟一郎和拓美一起闖入櫻庭宅第去救Mary，在那兒見到"Mary"後流下眼淚。
知道Mary和"Mary"的過去。
在英國的城堡裡一直保存著"Mary"的骸骨。後來因為認為沒有靈魂的軀體，沒有必要寂寞地留著，於是把骸骨燒了。
深愛著"Mary"，加上觸犯了吸血鬼最大禁忌，所以貌似供血給"Mary"將他從人類變成吸血鬼就是她。
相信總有一天，Mary會變成"Mary"。
視力極好，在頂樓上就可以俯看清橫濱的現狀。
艾瑪（Emma）
海德拉的僕人。
在海德拉的房間裡不小心看到了紅髮的骸骨。但認為愛跟種族和規定沒有關係，是很寶貴、很美好的事情。
諾亞（Noah）
紅髮的吸血鬼，在還是人類時就愛著另一個吸血鬼。
告知Mary人類要變成吸血鬼就必須從吸血鬼那裡獲得血液，同時這種行為也是重視純種的吸血鬼之最大禁忌。
無法接受塞西爾對自己的愛，深愛的人已去世，為了跟隨他而去，偷拿了莉莉的手槍自裁。由此可知紅髮的吸血鬼並不是不死的。
阿蒂拉（Aldila）
闖入櫻庭家的吸血鬼之一，戴著眼罩，和Mary是舊識。
把伊紮克帶走後，喝了他的血。
認出Mary的氣味，出手攻擊他。
卡迪納爾（Cardinal）
闖入櫻庭家的吸血鬼之一，和Mary是舊識。
把伊紮克帶走後，一直在喝他的血。
維斯珀（Vesper）
闖入櫻庭家的吸血鬼之一，戴著眼鏡，和Mary是舊識。
因為某件事記恨著Mary，雷點，一踩就爆。
血腥‧艾（Bloody‧Eye）
神秘的人物，吸血鬼3人組口中的「那位大人」。
抓走伊紮克行動的幕後主使者。

## 出版書籍

### 漫畫
| 卷數 | 角川書店       | 角川書店                                                         | 台灣角川       | 台灣角川               |
| 卷數 | 發售日期       | ISBN                                                             | 發售日期       | ISBN                   |
| ---- | -------------- | ---------------------------------------------------------------- | -------------- | ---------------------- |
| 1    | 2014年4月24日  | ISBN 978-4-04-121128-1                                           | 2015年4月10日  | ISBN 978-986-366-443-7 |
| 2    | 2014年7月24日  | ISBN 978-4-04-101671-8                                           | 2015年7月7日   | ISBN 978-986-366-614-1 |
| 3    | 2014年11月21日 | ISBN 978-4-04-102215-3                                           | 2015年11月11日 | ISBN 978-9863668268    |
| 4    | 2015年3月24日  | ISBN 978-4-04-102774-5                                           | 2016年1月25日  | ISBN 978-986-366-826-8 |
| 5    | 2015年7月25日  | ISBN 978-4-04-103118-6                                           | 2016年3月16日  | ISBN 978-986-366-988-3 |
| 6    | 2015年11月26日 | ISBN 978-4-04-103577-1                                           | 2016年8月29日  | ISBN 978-986-473-259-3 |
| 7    | 2016年3月26日  | ISBN 978-4-04-103879-6 ISBN 978-4-04-103878-9（M會高興的特裝版） | 2017年1月12日  | ISBN 978-986-473-466-5 |
| 8    | 2016年7月26日  | ISBN 978-4-04-104545-9                                           | 2017年5月11日  | ISBN 978-986-473-685-0 |
| 9    | 2016年12月26日 | ISBN 978-4-04-105045-3                                           | 2017年12月中旬 | ISBN 978-957-853-147-5 |
| 10   | 2017年3月25日  | ISBN 978-4-04-105345-4                                           | 2017年12月中旬 | ISBN 978-957-853-148-2 |

## 關聯商品

### Drama CD
2015年7月25日於Chara-ani推出。

## 註腳

### 出處
1. 1 2 3 4 5 6  單行本第1卷，第1話.
2. 1 2 3  單行本第4卷，人物介紹.
3. 1 2 3 4 5 6 7 8  單行本第3卷，第11話.
4. ↑  單行本第4卷，番外:外套的故事.
5. 1 2  單行本第1卷，第2話.
6. 1 2  單行本第2卷，封面內頁.
7. 1 2 3 4 5  單行本第5卷，第18話.
8. 1 2 3  單行本第1卷，第3話.
9. 1 2 3 4 5 6 7 8 9 10 11 12  單行本第5卷，第19話.
10. 1 2 3 4 5 6  單行本第3卷，第12話.
11. 1 2 3 4 5  單行本第1卷，第4話.
12. 1 2 3  單行本第2卷，第8話.
13. 1 2 3 4 5 6 7 8 9  單行本第3卷，第10話.
14. 1 2 3 4 5 6 7 8  單行本第7卷，第25話.
15. 1 2 3 4 5 6  單行本第6卷，第21話.
16. 1 2 3 4  單行本第6卷，第22話.
17. 1 2 3 4 5  單行本第5卷，第17話.
18. 1 2 3 4 5 6 7 8 9 10  單行本第6卷，第23話.
19. 1 2 3 4 5 6 7  單行本第6卷，第24話.
20. 1 2 3 4 5  單行本第7卷，第26話.
21. 1 2 3 4 5 6  單行本第7卷，第27話.
22. ↑  單行本第6卷，封面內頁.
23. 1 2 3  單行本第3卷，第9話.
24. 1 2  單行本第4卷.
25. 1 2 3 4 5  單行本第4卷，第16話.
26. 1 2 3  單行本第2卷，第7話.
27. 1 2 3 4 5 6 7 8  單行本第4卷，第15話.
28. 1 2 3 4 5 6  單行本第5卷，第20話.
29. 1 2 3 4 5 6 7  單行本第7卷，第28話.
30. 1 2 3  單行本第4卷，封面內頁.
31. 1 2 3  單行本第4卷，第14話.
32. 1 2  單行本第5卷，番外:名字的故事.
33. 1 2  單行本第4卷，第13話.
34. 1 2 3 4 5  單行本第5卷，封面內頁.
35. ↑  . コミックナタリー. 2015-04-24  [2015-12-02]. （原始内容存档于2020-04-16） （日语）.

## 外部連結
- （日語）角川特設網站 （页面存档备份，存于）